# Schizaphis longisetosa
Schizaphis longisetosa är en insektsart. Schizaphis longisetosa ingår i släktet Schizaphis och familjen långrörsbladlöss. Inga underarter finns listade i Catalogue of Life.